# Judo als Jocs Olímpics d'Estiu de 2024 - 78Kg Femení
La prova de Judo de -78 Kg femenina als Jocs Olímpics de París 2024 serà la 9a edició de l'esdeveniment femení en unes Olimpíades. La prova es disputarà l'1 d'agost de 2024 al Grand Palais Éphémère, ubicat al Camp de Mart de la capital francesa.
La japonesa Shori Hamada és la vigent campiona de la disciplina olímpica després de guanyar l'or als Jocs Olímpics de Tòquio 2020, en imposar-se a la final a la francesa Madeleine Malonga. Les medalles de bronze foren per l'alemanya Anna-Maria Wagner i per la brasilera Mayra Aguiar.
L'equip del Japó és la selecció més guardonada, amb 2 medalles d'or i 2 medalles de plata, en les 8 edicions que l'esdeveniment ha estat present als Jocs Olímpics. L'estatunidenca Kayla Harrison, amb 2 medalles d'or, és la judoka més guardonada en tota la història de la competició.

## Format
Totes les judokes classificades entraran en un sorteig, on les 8 millors classificades seran caps de sèrie. El format serà eliminatori on qui guanyi passarà de ronda i qui perdi quedarà eliminada fins als quarts de final. Les guanyadores d'aquesta ronda passaran a les semifinals i les perdedores aniran a la repesca, on jugaran entre elles i les guanyadores de la repesca passaran a jugar el combat per la medalla de bronze. Les guanyadores de les semifinals passaran a jugar la final per decidir qui guanya la medalla d'or i la medalla de plata. Les perdedores de les semifinals passaran a combatre per la medalla de bronze amb les guanyadores de la repesca.

## Classificació
França, com a país amfitrió ha classificat una atleta per a la competició. Les 16 places següents s'han assignat segons el rànquing olímpic mundial de la Federació Internacional de Judo, en els tornejos disputats entre el 24 de juny de 2022 i el 23 de juny de 2024. Cada país només pot aportar una judoka al campionat i en cas d'haver-n'hi més d'una classificada, cada federació ha hagut de decidir quina atleta competirà a les Olimpíades. A continuació hi ha hagut 100 places de representació continental que s'han repartit entre totes les categories. Aquesta categoria ha comptat amb 4 places sota aquesta premissa.
| Esdeveniment                   | Places | País          | Atleta classificat    |
| ------------------------------ | ------ | ------------- | --------------------- |
| País amfitrió                  | 1      | França        | Madeleine Malonga     |
| Rànquing mundial classificació | 17     | Itàlia        | Alice Bellandi        |
| Rànquing mundial classificació | 17     | Alemanya      | Anna-Maria Wagner     |
| Rànquing mundial classificació | 17     | Israel        | Inbar Lanir           |
| Rànquing mundial classificació | 17     | Xina          | Ma Zhenzhao           |
| Rànquing mundial classificació | 17     | Països Baixos | Guusje Steenhuis      |
| Rànquing mundial classificació | 17     | Japó          | Rika Takayama         |
| Rànquing mundial classificació | 17     | Ucraïna       | Yelyzaveta Lytvynenko |
| Rànquing mundial classificació | 17     | Brasil        | Mayra Aguiar          |
| Rànquing mundial classificació | 17     | Portugal      | Patrícia Sampaio      |
| Rànquing mundial classificació | 17     | Regne Unit    | Emma Reid             |
| Rànquing mundial classificació | 17     | Polònia       | Beata Pacut-Kloczko   |
| Rànquing mundial classificació | 17     | Corea del Sud | Yoon Hyun-ji          |
| Rànquing mundial classificació | 17     | Eslovènia     | Metka Lobnik          |
| Rànquing mundial classificació | 17     | Guinea        | Marie Branser         |
| Rànquing mundial classificació | 17     | Uzbekistan    | Iriskhon Kurbanbaeva  |
| Rànquing mundial classificació | 17     | Mongòlia      | Otgonbayaryn Khüslen  |
| Rànquing mundial classificació | 17     | Kosovo        | Loriana Kuka          |
| Quota continental              | 4      | Nova Zelanda  | Moira de Villiers     |
| Quota continental              | 4      | Equador       | Vanessa Chala         |
| Quota continental              | 4      | Burundi       | Ange Ciella Niragira  |
| Quota continental              | 4      | Kenya         | Zeddy Cherotich       |

## Medaller històric
| Posició | País          | Or | Argent | Bronze | Total |
| ------- | ------------- | -- | ------ | ------ | ----- |
| 1       | Japó          | 2  | 2      | 0      | 4     |
| 2       | Xina          | 2  | 1      | 0      | 3     |
| 3       | Estats Units  | 2  | 0      | 0      | 2     |
| 4       | Corea del Sud | 1  | 0      | 1      | 2     |
| 5       | Bèlgica       | 1  | 0      | 0      | 1     |
| 6       | França        | 0  | 3      | 3      | 6     |
| 7       | Cuba          | 0  | 1      | 2      | 3     |
| 8       | Regne Unit    | 0  | 1      | 0      | 1     |
| 9       | Brasil        | 0  | 0      | 3      | 3     |
| 9       | Itàlia        | 0  | 0      | 3      | 3     |
| 11      | Alemanya      | 0  | 0      | 1      | 1     |
| 11      | Eslovènia     | 0  | 0      | 1      | 1     |
| 11      | Romania       | 0  | 0      | 1      | 1     |
| 11      | Països Baixos | 0  | 0      | 1      | 1     |